# Droogte

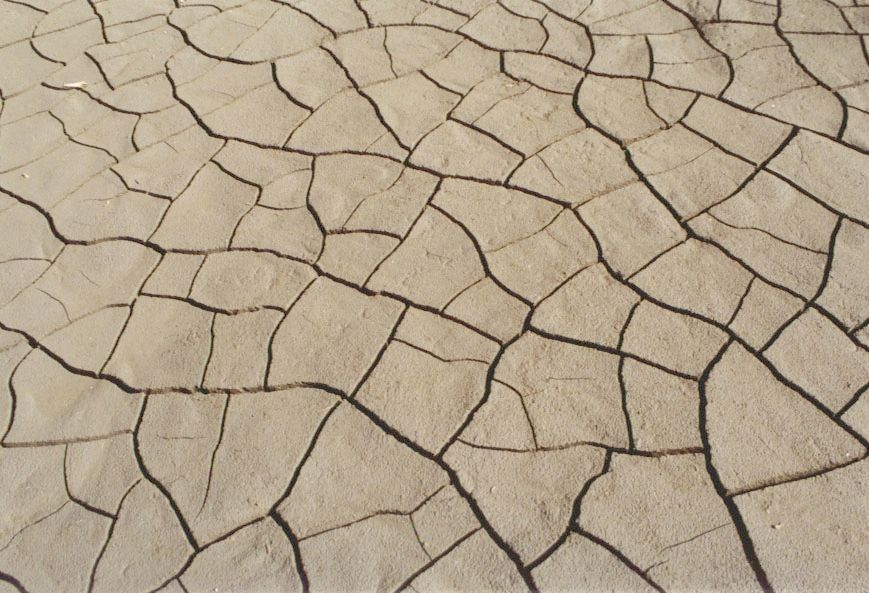
Drooggevallen meer in het Altai-gebergte, Rusland

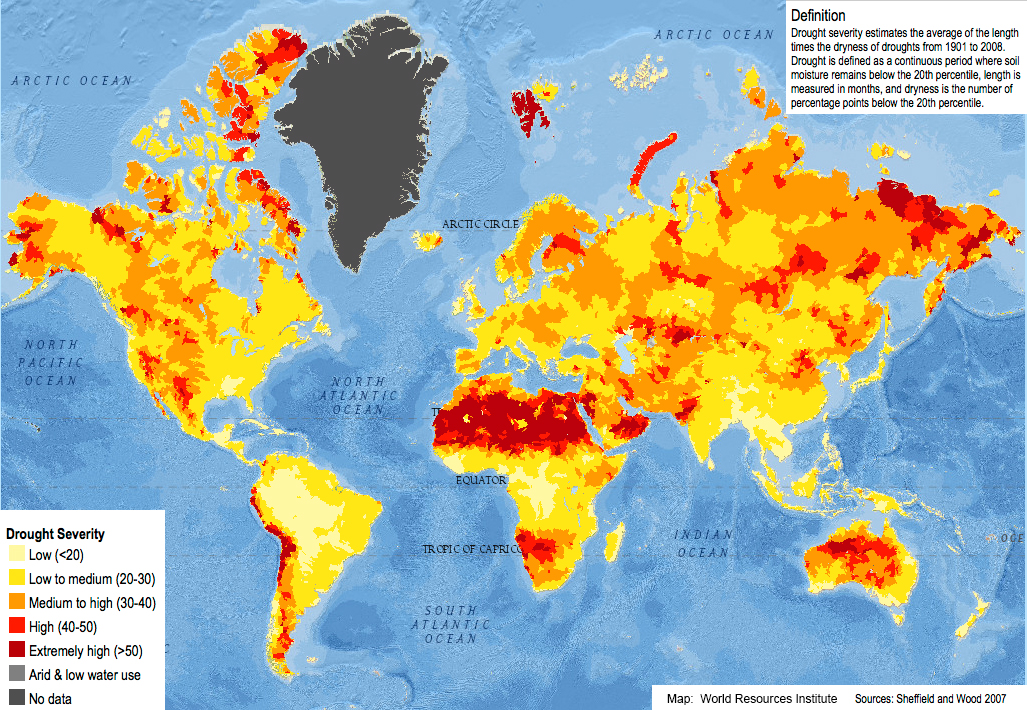
Ernst van droogtes wereldwijd

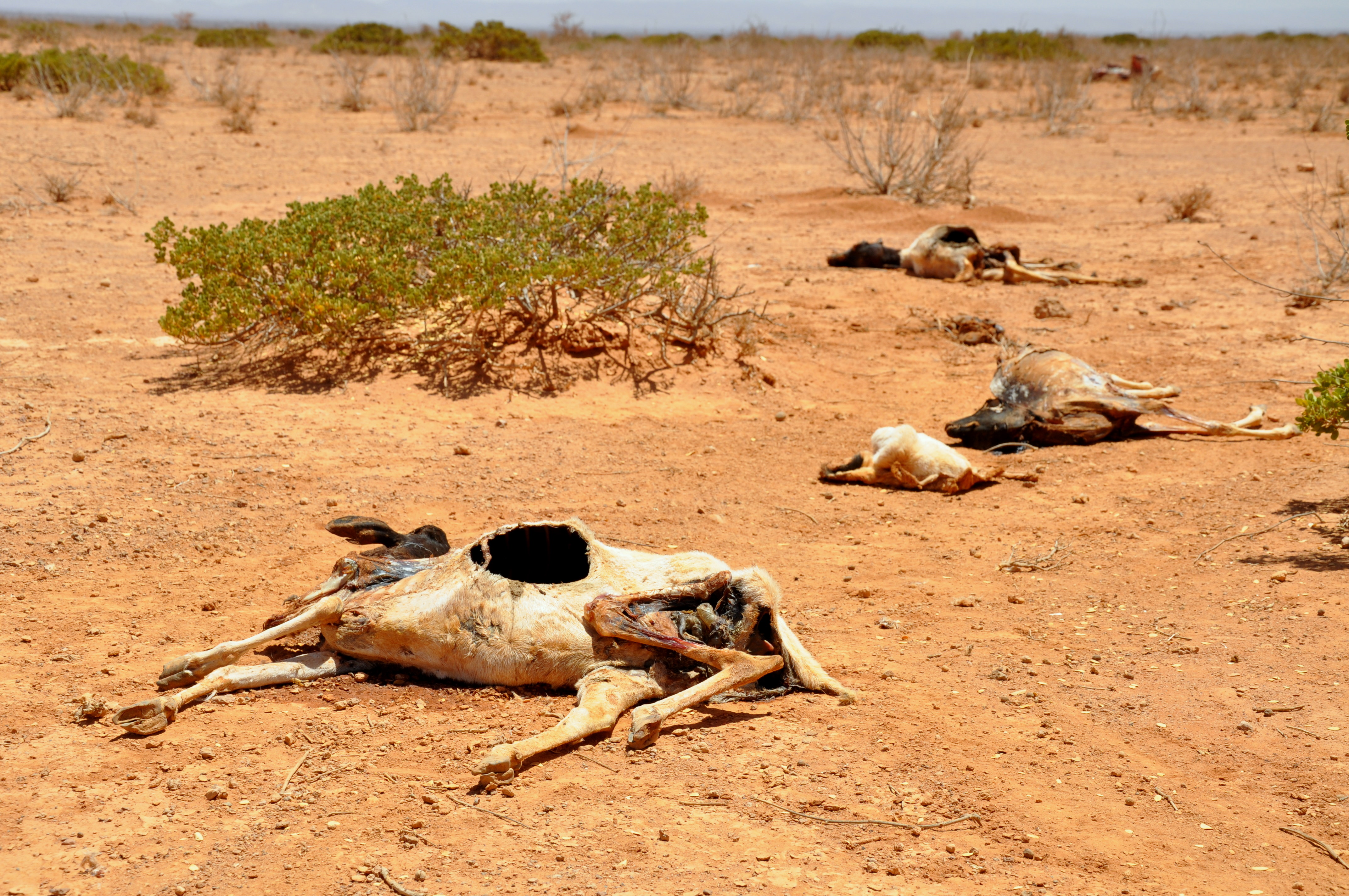
Droogte was in 2011 de oorzaak van een hongersnood in de Hoorn van Afrika

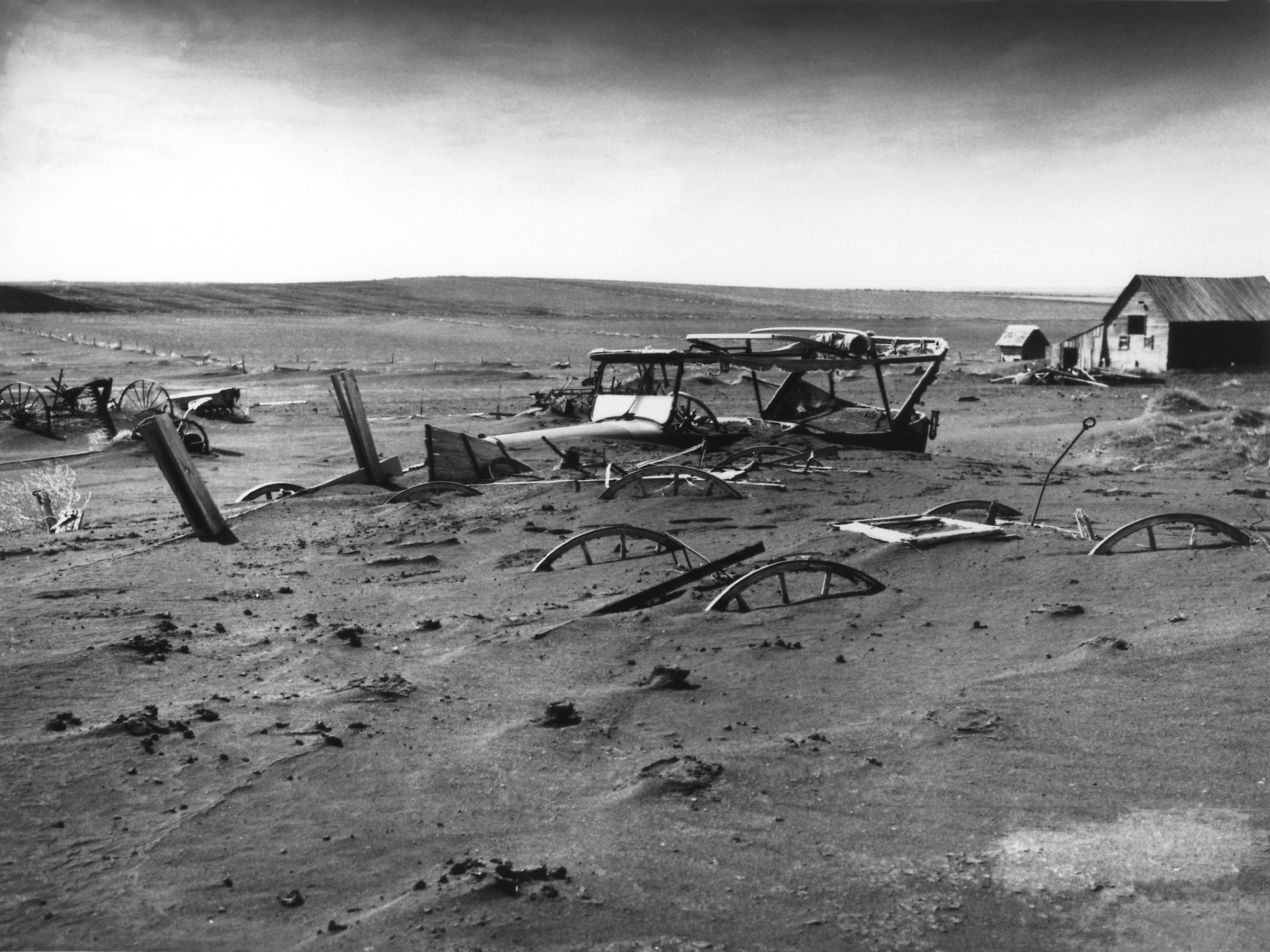
De Dust Bowl was een langdurige droogte in de jaren 1930 in de Verenigde Staten

Droogte is een langere periode waarin geen neerslag valt. Bij zonnig weer met wind en hoge temperaturen kan er veel vocht verdampen, waardoor het watertekort snel toeneemt. Ook de voorgeschiedenis is van belang: als het ook eerder in het jaar droog was, loopt het tekort op. Landbouw vult dit op veel plaatsen aan door kunstmatige beregening, wat gevolgen heeft voor de beschikbaarheid van water. Wanneer de vraag naar water het natuurlijke aanbod overstijgt, ontstaat waterschaarste.
Langdurige droogte kan grote gevolgen hebben en heeft in de geschiedenis zijn sporen nagelaten. De neergang van het Akkadische Rijk is een van de vroegste voorbeelden van de instorting van een bekende beschaving. Droogte speelde mogelijk ook een rol bij de ineenstorting van het Maya-rijk, de neergang van de Pueblocultuur, de Fremontcultuur en Cahokia tijdens de megadroogtes in het westen van Noord-Amerika en de neergang van Angkor.
Met een in complexiteit groeiende samenleving, kan droogte ook in de moderne tijd ontwrichtend werken. Landbouw met zijn grote waterbehoefte is een belangrijke sector die grote schade van droogte ondervindt, zoals jaarlijks gemiddeld tussen de 6 en 8 miljard dollar in de Verenigde Staten, maar bijvoorbeeld in 1988 oplopend naar 40 miljard directe en indirecte kosten. In Europa werd in 2007 geschat dat over de dertig jaar daarvoor de schade op zo'n 100 miljard euro lag, waarbij gemiddeld 11% van de bevolking en 17% van het oppervlak betrokken was. Een uitschieter was 2003 waarin de schade op zo'n 11 miljard euro lag. In China werd de schade van de droogte van 2001 geschat op 6,4 miljard dollar.
Het grote belang van water kan ook leiden tot waterconflicten. Een recent voorbeeld is het conflict in Darfur waarbij droogte er aan bijdroeg dat de Baggara met hun vee steeds zuidelijker trokken op zoek naar water.

## Definities
De Wereld Meteorologische Organisatie (WMO) onderscheidt meteorologische droogte, hydrologische droogte en landbouwkundige droogte. Meteorologische droogte is een langdurig verminderde neerslag ten opzichte van normaal. Van hydrologische droogte is sprake als het effect heeft op waterlopen als rivieren en beken. Landbouwkundige droogte treedt op als de landbouw ernstig nadeel ondervindt van het gebrek aan neerslag.
Naast deze afwijkingen van gemiddelde niveaus, wordt aan de hand van een ariditeitsindex ook onderscheid gemaakt in gebieden met een droog klimaat. Het woestijnklimaat en het steppeklimaat zijn hier voorbeelden van, B-klimaten in de klimaatclassificatie van Köppen. Andere klimaten kunnen droge seizoenen hebben.

## Processen

### Seizoenen
Veel gebieden met seizoenen kennen drogere periodes. Vooral in de tropen en subtropen is dit een uitgesproken fenomeen met een droge tijd waarin er nauwelijks neerslag is. In de passaatgebieden wordt dit afgewisseld met de moesson.
Hogedrukgebieden gaan gepaard met droger weer. Op hogere breedtes kunnen deze een blokkade vormen voor lagedrukgebieden met neerslag. Deze blokkades komen meer voor in het voorjaar en aan de oostzijde van de oceanen, zoals bij Alaska en Schotland en Noorwegen op het noordelijk halfrond.

### Geografie
Orografie kan droogte in de hand werken, doordat luchtstromingen dwars op een bergrug aan de loefzijde orografische neerslag tot gevolg kunnen hebben, terwijl de lijzijde in de regenschaduw van de bergen ligt.

### El Niño

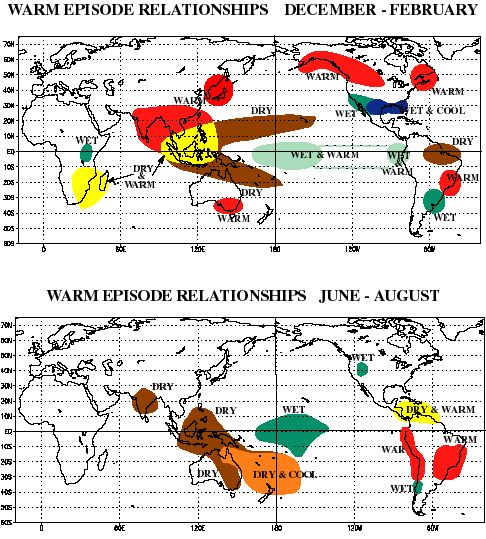
Gevolgen van El Niño

Tijdens El Niño ondervindt de westkust van Zuid-Amerika overvloedige neerslag. Aan de andere kant van de Grote Oceaan leidt El Niño in India, Indonesië en Australië juist tot een periode van uitzonderlijke droogte. El Niño is een fase in de El Niño Southern Oscillation (ENSO). Dit is een fenomeen dat de luchtstromen boven de Stille Oceaan beïnvloedt. Het wordt in verband gebracht met de droogte, omdat het ervoor zorgt dat de lucht naar beneden geduwd wordt, wat dus neerslag tegenhoudt.

## Ernstigste droogtes in de wereld

### 20e eeuw
| Periode         | Gebied                    | Duur (maanden) | Omvang (miljoen km²) |
| Langste duur    | Langste duur              | Langste duur   | Langste duur         |
| --------------- | ------------------------- | -------------- | -------------------- |
| 1986-1990       | Siberië                   | 42             | 3,3                  |
| 1954-1957       | Noord-Amerika             | 41             | 7,5                  |
| 1950-1952       | Centraal-Azië             | 26             | 7                    |
| 1975-1977       | Europa                    | 25             | 4                    |
| 1928-1930       | Australië                 | 24             | 4                    |
| 1920-1922       | Europa                    | 23             | 5                    |
| 1982-1984       | Oost-Siberië              | 23             | 5,9                  |
| 1992-1993       | Afrika                    | 21             | 7,3                  |
| 1992-1994       | Oost-Siberië              | 21             | 5,7                  |
| 1963-1964       | Noord-Amerika             | 20             | 5,5                  |
| Grootste gebied |                           |                |                      |
| 1963-1964       | Zuid-Amerika              | 18             | 10,7                 |
| 1944-1945       | Centraal-Azië             | 15             | 10                   |
| 1982-1983       | Afrika                    | 6              | 9,9                  |
| 1987-1988       | Centraal- en Oost-Siberië | 10             | 9,8                  |
| 1968-1969       | Siberië                   | 14             | 9,7                  |
| 1995            | Zuid-Amerika              | 3              | 8,7                  |
| 1997-1998       | Azië                      | 12             | 8,7                  |
| 1982-1983       | Azië                      | 9              | 8,5                  |
| 1967-1968       | Zuid-Amerika              | 16             | 8,5                  |
| 2002-2003       | Azië                      | 9              | 8,3                  |

### 21e eeuw
- 2006-2010: droogte in Syrië, mogelijk oorzaak van de Syrische Burgeroorlog.
- 2011: Droogte en hongersnood in Oost-Afrika.
- 2014: Ernstigste droogte in Spanje in 150 jaar.[3]
- 2022: Ernstige droogte in grote delen van het noordelijk halfrond, onder meer in Europa,[4] China,[5] en het westen van de Verenigde Staten.[6]

## België en Nederland
Langdurige periodes met weinig neerslag komen in Nederland en België zelden voor en leiden zelden tot ernstige gevolgen, door de vele meren en de gestage aanvoer van water, in Nederland voornamelijk door de Rijn.
De hoeveelheden neerslag zijn grillig verdeeld, waardoor de droogte zich meestal beperkt tot een deel van het land of een deel van het jaar. Daardoor is het moeilijk om droogteperiodes in de historie te vergelijken.

### Vanaf de middeleeuwen tot de 20e eeuw
Van de periode voor de 19e eeuw zijn nauwelijks neerslaggegevens bewaard gebleven, maar dankzij dagboeken, kronieken, oogstgegevens en andere notities valt tot ver terug in de geschiedenis na te gaan wanneer het droog was. Uit onderzoek blijkt dat lange periodes van droogte grillig worden afgewisseld met natte jaren.
Opmerkelijk droge zomers waren er in West-Europa in de laatste vijfentwintig jaar van de dertiende eeuw. De warme zomers in de twaalfde en dertiende eeuw worden aangeduid als het middeleeuws klimaatoptimum, een opmerkelijk warme periode die tot in de veertiende eeuw duurde. In 1389 stond de Rijn bij Keulen voor de derde keer in tien jaar zo laag dat de paarden midden in de rivier liepen. Ook in de jaren zeventig van de vijftiende eeuw was het droog. Zo viel er in de zinderende zomer van 1473 van eind april tot half november nauwelijks regen; in Soest op slechts drie dagen. Op veel plaatsen braken bos, heide- en veenbranden uit, soms door blikseminslag.
Hitte en droogte heersten ook in 1503: zeker vier maanden lang viel nauwelijks regen en er braken niet alleen bos-, koren- en veenbranden uit, maar ook plaatsen als Hindeloopen, Zaltbommel, Gorinchem, Harderwijk gingen deels in vlammen op. Het meest opmerkelijke jaar was 1540. Legio bronnen spreken van zeven maanden zonovergoten, droog en heet weer, waardoor de Rijn vrijwel droog kwam te staan. Er was groot gebrek aan water en brood. Zon en warmte stimuleerden tot wijnaanbouw, maar dat mislukte. Het Grote zonnejaar was de laatste van een aantal hete zomers; daarna begon de kleine ijstijd met koel en nat weer.
In de tweede helft van de 19e eeuw was de periode 1855-1864 opmerkelijk droog. In Europa heerste in 1857 en 1858 grote droogte. In Nederland was met name de zomer van 1857 zeer warm en ook de zomer van 1858 was relatief warm.

### 20e eeuw
Een lange droogteperiode beleefden Nederland en België in 1995 en 1996. Van de 22 maanden tussen juli 1995 en april 1997 waren er in De Bilt slechts vijf natter dan normaal. Droog waren vooral augustus en oktober 1995, januari, maart en april 1996 en januari en maart 1997. In de hele periode viel slechts 69% van de hoeveelheid neerslag die normaal had moeten vallen. Vooral in de eerste twaalf maanden van deze periode waren de tekorten groot. In De Bilt viel tussen juli 1995 en juni 1996 volgens handmatige metingen van de neerslag om 8 uur 's ochtends slechts 448 mm, wat ongeveer de helft is van de normale som. In de 20e eeuw is een periode van een jaar slechts eenmaal nog droger geweest: van september 1920 tot en met augustus 1921 viel hier 370 mm.
Andere jaren met langdurige droogte waren 1947, 1949, 1959 en 1976. De waterafvoer van de Rijn was in 1947 bijzonder laag, slechts 620 m3 per seconde
In 1959 en 1976 was het net als in 1921 vooral in het groeiseizoen droog, waardoor de voedselvoorziening in het gedrang kwam. In 1995, 1996 en 1997 was het vooral in de maanden buiten het groeiseizoen droog, waardoor de gevolgen uiteindelijk meevielen.

### 21e eeuw
De zomer van 2003 was in Nederland droog, maar niet extreem. Niettemin gebeurden er twee calamiteiten. Een veenkade in Wilnis werd instabiel en begaf het, evenals een in Terbregge. Er was weinig water in de Rijn en bovendien was dat water warm. Voor een betere verdeling van zoetwater was het nodig om enkele stuwen en spuisluizen te sluiten. Het Hoogheemraadschap van Rijnland besloot bij Gouda zilt water in te laten. Dit was nodig om het waterpeil in de Rijnlandse boezem te handhaven om geen risico op instabiliteit te lopen.
In het voorjaar van 2007 beleefden zowel Nederland als België een droogteperiode. Die begon eind maart en eindigde begin mei. In De Bilt viel er in april slechts 0,3 millimeter neerslag, waarmee het de droogste maand was sinds de waarnemingen begonnen, maar in veel Nederlandse en Belgische weerstations, waaronder in het Belgische nationaal waarnemingsstation te Ukkel, werd er in de hele maand april in het geheel geen neerslag gemeten: dit was de eerste keer sinds de waarnemingen in 1833 begonnen dat tijdens een kalendermaand geen neerslag viel. Ook werd met 36 opeenvolgende droge dagen het record van de langste neerslagvrije periode gebroken. De droogte ging gepaard met buitengewoon hoge temperaturen voor de tijd van het jaar (geregeld 25 tot 30 graden) en een recordaantal zonne-uren. Echter, doordat zowel de maanden ervoor als de maanden erna relatief nat waren, zorgde deze droogte niet voor belangrijke problemen.

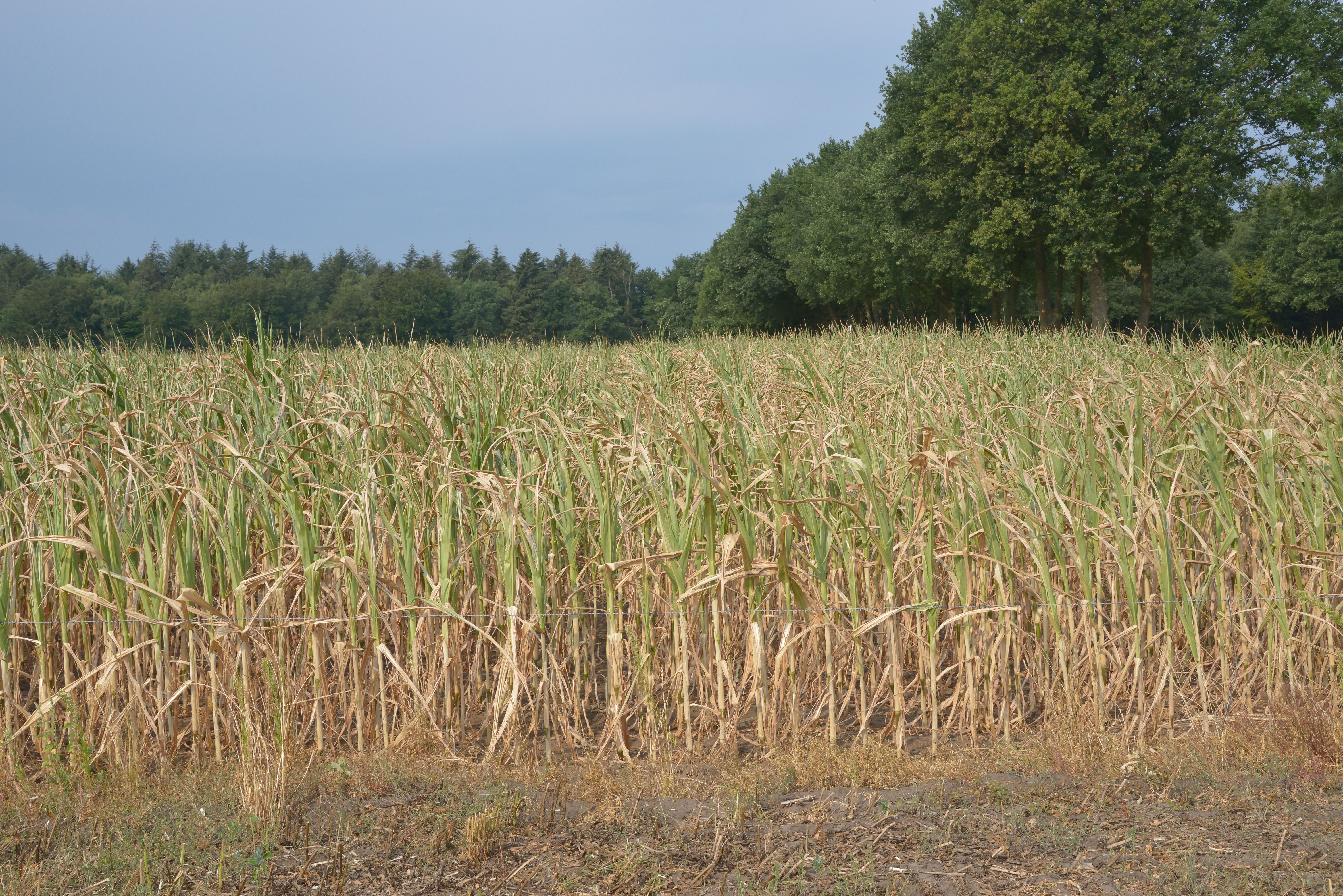
Verdrogende mais in 2018 in Nederland

In 2011 en 2018 waren er langdurige droogteperiodes in Europa. De waterstand van de Rijn was in 2011 in het voorjaar (april, mei) de laagste sinds 1921. Door lage waterafvoer vanuit de Rijn dringt zout water via Haringvliet en de Nieuwe Waterweg op en kan het chloridegehalte door deze "zouttong" in de Hollandse IJssel te hoog oplopen om dat water voor het hooghouden van de waterstanden in de boezems te gebruiken. Dat hooghouden is vereist, omdat bij een te lage waterstand veendijken kunnen bezwijken. Zowel in 2011 als in 2018 is daarom de Klimaatbestendige Wateraanvoervoorziening ingezet. In Nederland stond het jaar 2011 tot 2018 op de tweede plaats voor wat betreft het neerslagtekort, onder 1921. Het neerslagtekort van 2011 bedroeg in het voorjaar circa 100 mm, wat in het midden van mei stabiliseerde.

## Onderzoek in Vlaanderen
CurieuzeNeuzen in de Tuin, opgestart begin 2021, is een burgerwetenschapsonderzoek in Vlaanderen, onder leiding van Filip Meysman. 4000 gazondolken verzamelen gegevens over droogte en bodem.

## Internationaal onderzoek
In de Europese Unie onderzoekt het Gemeenschappelijk Centrum voor Onderzoek droogteperiodes: binnen Europa, in het European Drought Observatory (EDO), en wereldwijd in het Global Drought Observatory (GDO).